# Vrhe, Novo mesto
Vrhe este o localitate din comuna Novo mesto, Slovenia, cu o populație de 59 de locuitori.